# Сигу
Сигу́ (кит. упр. 西固, пиньинь Xīgù) — район городского подчинения городского округа Ланьчжоу провинции Ганьсу (КНР).

## История
При империи Сун в 1082 году в этих местах была выстроена Западная застава (西关堡). Потом эти места были захвачены чжурчжэнями и включены в состав империи Цзинь. Когда монголы уничтожили империю Цзинь, Западная застава была ликвидирована.
При империи Мин в 1499 году на месте древней Западной заставы было выстроено укрепление Сигу (西古城, «Западный древний город»). При империи Цин написание его названия было изменено на 西固城.
В 1941 году из уезда Гаолань был выделен город Ланьчжоу. В 1942 году он был разделён на восемь районов. В 1947 году из районов № 7 и № 8 был выделен район № 9. В 1955 году район № 5 был переименован в район Сигу. В 1956 году район Хэкоу (河口区) был присоединён к району Сигу.

## Административное деление
Район делится на 7 уличных комитетов, 5 посёлков и 1 волость.